# 再生紙使用マーク

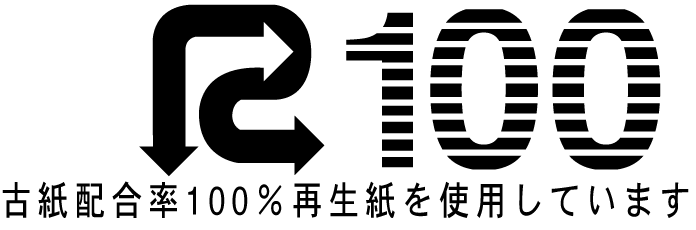
再生紙使用マーク（100%）

再生紙使用マーク（さいせいししようマーク）は、古紙配合率を示す目印である。環境ラベリング制度の一つ。古紙利用製品の利用促進及び古紙の需要の増加を図ることを目的としている。別名Rマーク（あーるマーク）。

## 概要
1995年に環境NGOである、ごみ減量化推進国民会議（現：3R活動推進フォーラム）の提案で始まった。
利用基準は、正しい古紙配合率を示した数値を使用することであるが、自主的なマークであるため、利用に際しては、特に許可等の届出は必要ない。